# Jaime Gavilán
Pour les articles homonymes, voir Martínez.
Jaime Gavilán Martínez est un footballeur espagnol né le 12 mai 1985 à Valence (Espagne). Il évolue au poste de milieu gauche.

## Palmarès

### En club
- Getafe CF
  - Finaliste de la Coupe d'Espagne : 2008
- Chennaiyin FC
  - Vainqueur de l'Indian Super League : 2018

### En sélection
- Espagne
  - Vainqueur du Championnat d'Europe des moins de 16 ans : 2001
  - Vainqueur du Championnat d'Europe des moins de 19 ans : 2004
  - Finaliste de la Coupe du monde des moins de 20 ans : 2003